# Gonzalo Álvez
Gonzalo Álvez (San Lorenzo, provincia de Santa Fe, Argentina, 23 de noviembre de 2003) es un futbolista argentino. Actualmente juega en Independiente Rivadavia de la Primera División de Argentina.
Además, fue convocado en varias oportunidades a la Selección Argentina sub-16. Hizo su primera pretemporada en 2020, siendo ascendido al primer equipo para ese año.

## Selección nacional
Gonzalo registra pasos por la selección sub-16 de Argentina.

## Clubes
| Club                             | País          | Año       |
| -------------------------------- | ------------- | --------- |
| Talleres                         | Argentina     | 2020-Act. |
| Central Córdoba (SdE) (Cedido)   | Argentina     | 2023-2024 |
| Independiente Rivadavia (Cedido) | 2024-presente |           |